# Баркентина

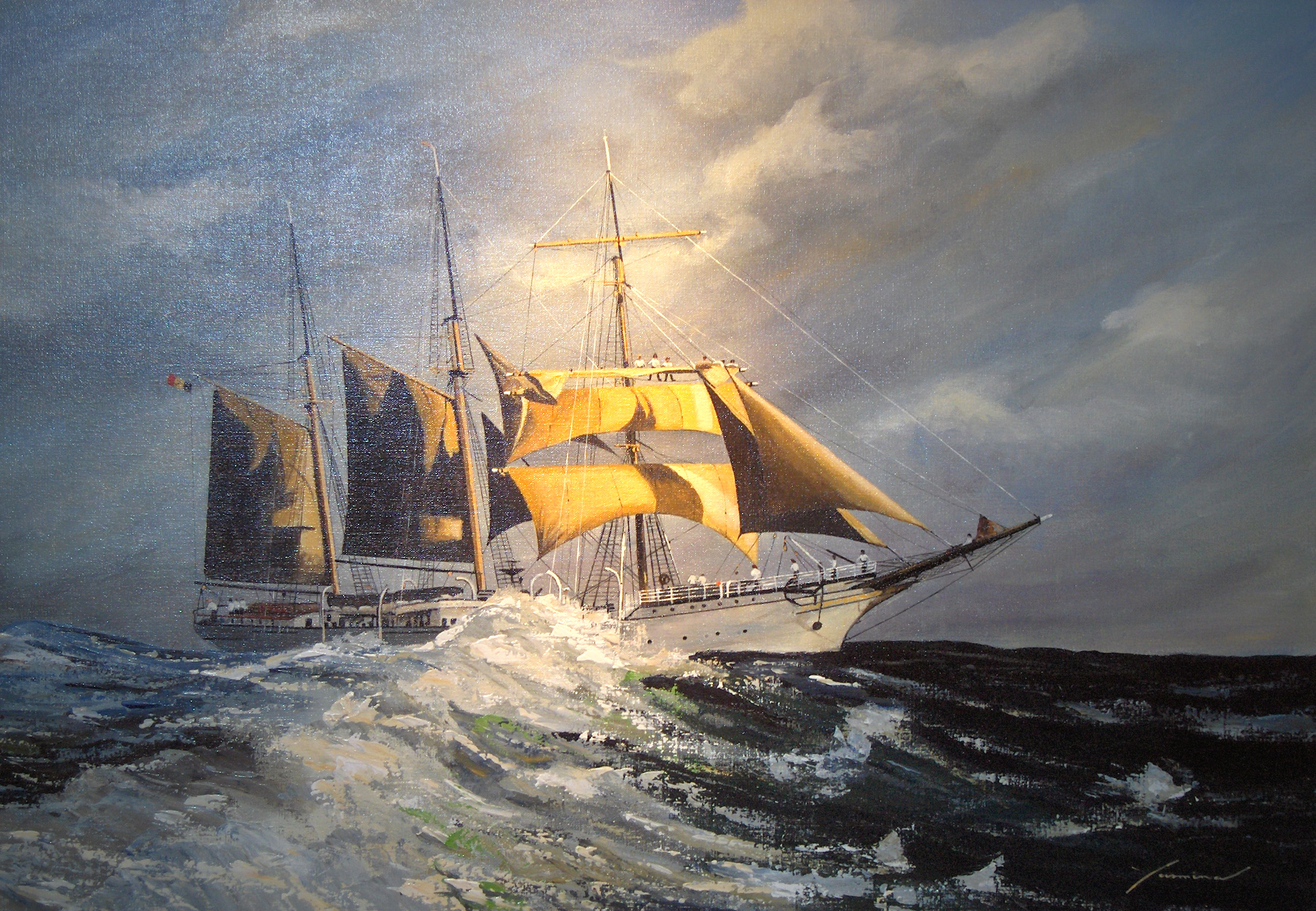
Баркентина «Меркатор».

Парусное вооружение трёхмачтовой баркентины.

Баркенти́на (шхуна-барк) — трёх-пятимачтовое (иногда шестимачтовое) морское парусное судно с косыми парусами на всех мачтах, кроме носовой (фок-мачты), несущей прямые паруса.
Баркентина — сравнительно поздний тип парусного вооружения, появившийся лишь в середине XIX века, когда торговые суда с полным (корабельным) парусным вооружением столкнулись с конкуренцией со стороны пароходов, требовавших намного меньшего по численности и квалификации экипажа.
Баркентина сочетает достаточно хорошую ходкость (то есть высокую скорость) при попутном ветре, обеспечиваемую прямыми парусами на фок-мачте, со сравнительно небольшой численностью экипажа, характерной для шхуны, благодаря чему такое парусное вооружение имели многие из последних торговых парусников. Так, именно как баркентина оснащен был в последние десятилетия своей службы в качестве грузового судна знаменитый клипер «Катти Сарк». Баркентиной были вооружены и некоторые парусно-паровые боевые корабли, например — крейсер «Алабама». Также баркентина была последним типом вспомогательного парусного вооружения, устанавливавшегося на крупные пароходы в конце XIX в. Типичный пассажирский лайнер конца XIX в., оснащенный баркентиной — «Ла Бургонь».
Баркентину довольно сложно отличить на вид от трёхмачтовой шхуны, идущей под брифоком и фор-марселями — по сути единственное заметное неморяку отличие состоит в том, что у баркентины на фок-мачте отсутствует гафель.
Современные стальные баркентины имеют водоизмещение до 5 тыс. т и оснащаются вспомогательным двигателем, в основном это крупные яхты или учебные суда.

## Советские баркентины

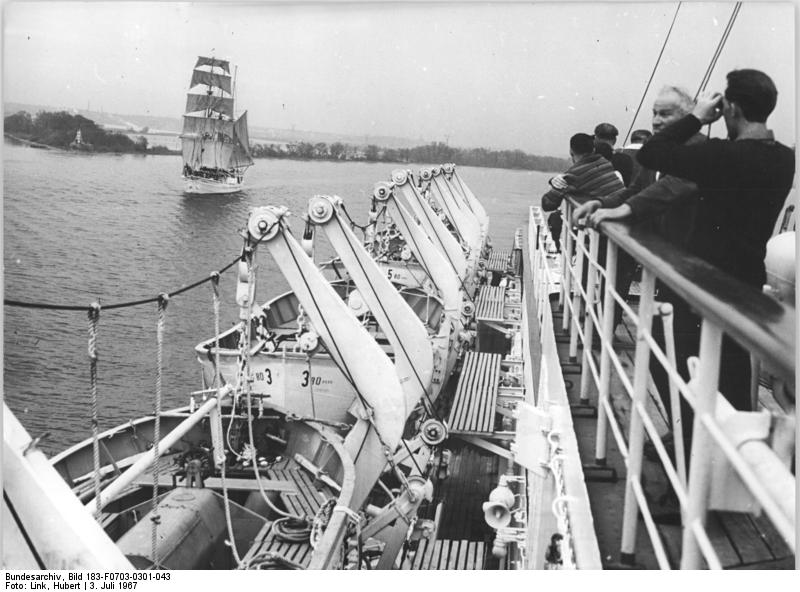
Встреча с советской баркентиной «Капелла».

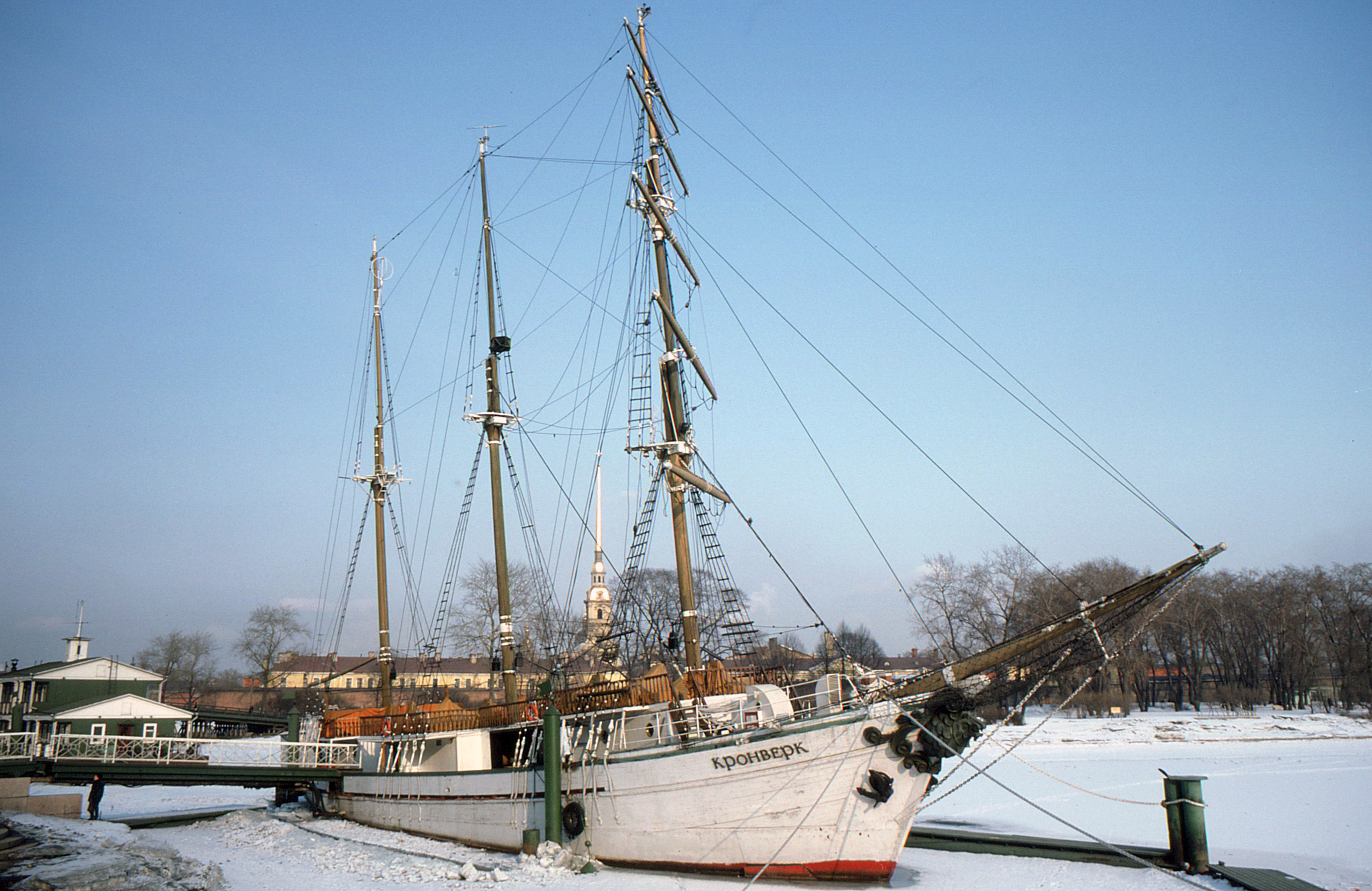
Баркентина «Сириус», после списания переделана в ресторан «Кронверк», Ленинград, Кронверкский пролив, 1984 год.

В шестидесятые годы XX века в Советском Союзе было 13 учебных баркентин, построенных на верфях Laivateollisuus в Турку и F. W. Hollming в Раума и переданных советской стороне в период с 1946 по 1953 год:
- Альфа
- Вега
- Горизонт
- Зенит
- Капелла
- Кропоткин
- Менделеев
- Меридиан
- Секстан
- Сириус
- Тропик
- Чайка
- Шокальский

## Интересные факты
- Баркентина «Альфа» снялась в роли трёхмачтового галиота Грея «Секрет» в фильме «Алые паруса».
- В 1916 году знаменитый чайный клипер «Катти Сарк» (называвшийся тогда «Ферейра») был переоборудован в баркентину и проходил в таком виде несколько лет.